# Очкове
Очко́ве или очко́вое — название натуральной дани, собиравшейся мёдом на Украине в XVI—XVIII веках.

## Общие сведения
Термин очкове или очковое обозначает натуральную дань, собиравшуюся мёдом. Название происходит от слова «очко» — отверстия в пчелиных колодах, сегодня называемое летком.

## Размер дани
В середине XVII века размер очкове зависел от количества пчелиных колод. Он не был постоянным и колебался от 10 до 50 % полученного мёда. Во времена правления гетмана Ивана Скоропадского (1708—1722) очковое стабилизировалось и составляло десятую часть. Если ульев было менее десяти, то подать взималась деньгами.
С 1723 года распоряжением Малороссийской коллегии медовая десятина была повсеместно заменена денежным эквивалентом.